# Masakazu Kihara
Masakazu Kihara (木原 正和 Kihara Masakazu?), född 19 april 1987 i Yamaguchi prefektur, är en japansk före detta fotbollsspelare.
Kihara började sin karriär 2010 i Omiya Ardija. 2012 flyttade han till Avispa Fukuoka. Efter Avispa Fukuoka spelade han för Cambodian Tiger. Han avslutade karriären 2016.